# Cordova (Cebu)
Cordova is een gemeente in de Filipijnse provincie Cebu. Bij de census van 2015 telde de gemeente bijna 60 duizend inwoners.

Cordova vormt samen met negen andere steden en gemeenten de metropool Cebu.

## Geografie

### Bestuurlijke indeling
Cordova is onderverdeeld in de volgende 13 barangays:
| - Alegria - Bangbang - Buagsong - Catarman - Cogon - Dapitan - Day-as | - Gabi - Gilutongan - Ibabao - Pilipog - Poblacion - San Miguel |

## Demografie
Cordova had bij de census van 2015 een inwoneraantal van 59.712 mensen. Dit waren 9.359 mensen (18,6%) meer dan bij de vorige census van 2010. Ten opzichte van de census van 2000 was het aantal inwoners gegroeid met 25.680 mensen (75,5%). De gemiddelde jaarlijkse groei in die periode kwam daarmee uit op 3,76%, hetgeen hoger was dan het landelijk jaarlijks gemiddelde over deze periode (1,72%).

De bevolkingsdichtheid van Cordova was ten tijde van de laatste census, met 59.712 inwoners op 17,15 km², 3481,7 mensen per km².